# Un Village Français – Überleben unter deutscher Besatzung
Un Village Français – Überleben unter deutscher Besatzung (Originaltitel: Un village français) ist eine französische Fernsehserie, welche am 4. Juni 2009 ihre Premiere beim französischen Fernsehsender France 3 feierte. Dort wurden bis 2017 insgesamt 7 Staffeln mit 72 Folgen ausgestrahlt. Inhaltlich handelt die Serie vom Leben im fiktionalen französischen Dorf Villeneuve an der deutsch-französischen Grenze zur Zeit des Zweiten Weltkriegs. 
Eine deutschsprachige Erstausstrahlung erfolgte ab dem 4. September 2014 auf Sony Entertainment Television.

## Besetzung und Synchronisation
Die deutsche Synchronisation der Serie entstand bei der SDI Media Germany GmbH, Berlin, unter Dialogregie von Monica Bielenstein und Michael Nowka.
| Schauspieler/in   | Rolle             | dt. Synchronisation |
| ----------------- | ----------------- | ------------------- |
| Emmanuelle Bach   | Jeannine Schwartz |                     |
| Patrick Descamps  | Henri De Kerven   |                     |
| Nade Dieu         | Marie Germain     |                     |
| Audrey Fleurot    | Hortense Larcher  |                     |
| Nicolas Gob       | Jean Marchetti    |                     |
| Thierry Godard    | Raymond Schwartz  |                     |
| Marie Kremer      | Lucienne Broderie |                     |
| Francis Renaud    | Jacques           |                     |
| Robin Renucci     | Daniel Larcher    |                     |
| Fabrizio Rongione | Marcel Larcher    | Peter Flechtner     |
| Richard Sammel    | Heinrich Müller   |                     |